# Liste der Kulturgüter in Wallisellen
Die Liste der Kulturgüter in Wallisellen enthält alle Objekte in der Gemeinde Wallisellen im Kanton Zürich, die gemäss der Haager Konvention zum Schutz von Kulturgut bei bewaffneten Konflikten, dem Bundesgesetz vom 20. Juni 2014 über den Schutz der Kulturgüter bei bewaffneten Konflikten sowie der Verordnung vom 29. Oktober 2014 über den Schutz der Kulturgüter bei bewaffneten Konflikten unter Schutz stehen.
Objekte der Kategorie A sind vollständig in der Liste enthalten, Objekte der Kategorie B sind im Gemeindegebiet nicht ausgewiesen, Objekte der Kategorie C fehlen zurzeit (Stand: 1. Januar 2022). Unter übrige Baudenkmäler sind weitere geschützte Objekte zu finden, die im Verzeichnis der Objekte von überkommunaler Bedeutung der kantonalen Denkmalpflege zu finden und nicht bereits in der Liste der Kulturgüter enthalten sind.

## Kulturgüter
| Foto |                                                                          | Objekt                           | Kat. | Typ | Standort                          | Beschreibung |
| ---- | ------------------------------------------------------------------------ | -------------------------------- | ---- | --- | --------------------------------- | ------------ |
| ja   | Datei hochladen · Wikidata zu Reformierte Kirche Wallisellen (Q29574277) | Reformierte Kirche KGS-Nr.: 7731 | A    | G   | Säntisstrasse 1 687151 / 252186   |              |
| BW   | Datei hochladen                                                          | Trocknungsgebäude KGS-Nr.: 16624 | B    | G   | Herzogenmühle 16a 686104 / 251744 |              |

## Übrige Baudenkmäler
| ID       | Foto |                 | Objekt                                                                         | Kat.   | Typ | Standort                                    | Beschreibung |
| -------- | ---- | --------------- | ------------------------------------------------------------------------------ | ------ | --- | ------------------------------------------- | ------------ |
| 06900106 | ja   | Datei hochladen | Ehemaliges Doktorhaus,                                                         | C      | G   | Alte Winterthurerstrasse 31 686821 / 252291 |              |
| 06900176 | ja   | Datei hochladen | Fabrikanlage Neugut Zwicky, ehemaliges Gutshaus mit Ökonomie                   | B reg. | G   | Neugutstrasse 76 687801 / 251152            |              |
| 06900180 | ja   | Datei hochladen | Fabrikanlage Neugut Zwicky, ehemaliges Fabrikantenwohnhaus                     | B reg. | G   | Zwickystrasse 3–5 687810 / 251107           |              |
| 06900182 | ja   | Datei hochladen | Fabrikanlage Neugut Zwicky, Fabrikgebäude                                      | B reg. | G   | Zwickystrasse 7/9 687779 / 251064           |              |
| 06900185 | ja   | Datei hochladen | Fabrikanlage Neugut Zwicky, Fabrikgebäude                                      | B reg. | G   | Neugutstrasse 80g 687823 / 251025           |              |
| 06900190 | ja   | Datei hochladen | Fabrikanlage Neugut Zwicky, alte Färberei                                      | B reg. | G   | Neugutstrasse 80i 687830 / 250992           |              |
| 06900191 | ja   | Datei hochladen | Fabrikanlage Neugut Zwicky, Zwirnerei                                          | B reg. | G   | Neugutstrasse 80 687857 / 251080            |              |
| 06900600 | ja   | Datei hochladen | Primarschulhaus Alpenstrasse mit Turnhalle                                     | B reg. | G   | Alpenstrasse 11 686830 / 252505             |              |
| 06900763 | ja   | Datei hochladen | Fabrikanlage Neugut Zwicky, Fabrikantenvilla                                   | B reg. | G   | Neugutstrasse 88 687923 / 251071            |              |
| 06900763 | ja   | Datei hochladen | Fabrikanlage Neugut Zwicky, Garage der Fabrikantenvilla                        | B reg. | G   | Neugutstrasse 88 bei 687917 / 251092        |              |
| 06900862 | ja   | Datei hochladen | Riedener Turm                                                                  | B reg. | G   | Riedenerstrasse 84 bei 687495 / 252685      |              |
| 06901231 | ja   | Datei hochladen | Oberstufenschule Bürgli I, Anbau Nord                                          | B reg. | G   | Bürglistrasse 30 687709 / 252272            |              |
| 06901231 |      | Datei hochladen | Oberstufenschule Bürgli I, Anbau Ost                                           | B reg. | G   | Bürglistrasse 30 687757 / 252269            |              |
| 06901231 | ja   | Datei hochladen | Oberstufenschule Bürgli I, Oberstufenschulhaus mit Turnhalle und Abwartwohnung | B reg. | G   | Bürglistrasse 30 687698 / 252257            |              |
| 06901506 | ja   | Datei hochladen | Katholische Kirche St. Antonius                                                | B reg. | G   | Alpenstrasse 5 686904 / 252411              |              |
| 06901534 | ja   | Datei hochladen | Schule Im Mösli, Schulhaus Trakt A                                             | B reg. | G   | Im Mösli 2 bei 688034 / 252115              |              |
| 06901534 | ja   | Datei hochladen | Schule Im Mösli, Schulhaus Trakt B                                             | B reg. | G   | Im Mösli 2 688031 / 252052                  |              |
| 06901534 |      | Datei hochladen | Schule Im Mösli, Turnhalle Trakt D                                             | B reg. | G   | Im Mösli 2 bei 688031 / 252052              |              |
| 06901535 | ja   | Datei hochladen | Schule Im Mösli, Abwartwohnhaus                                                | B reg. | G   | Im Mösli 4a/b 687998 / 252080               |              |
| 06901535 | ja   | Datei hochladen | Schule Im Mösli, Singsaal / Bibliothek Trakt C                                 | B reg. | G   | Im Mösli 6 688001 / 252096                  |              |

Legende: Im Wesentlichen siehe Legende der Liste der Kulturgüter von nationaler und regionaler Bedeutung, mit folgenden Ausnahmen:
- Anstelle der KGS-Nummer wird als Objekt-Identifikator (ID) die Inventarnummer im Verzeichnis der Objekte von überkommunaler Bedeutung des kantonalen Denkmalschutzamtes verwendet.
- Bei den Kategorien wird wie folgt unterschieden: B kant. = Objekt von kantonaler Bedeutung (Kanton Zürich); B reg. = Objekt von regionaler Bedeutung (Kanton Zürich).